# Hymaea suocinifera
Hymaea suocinifera is een keversoort uit de familie Phloeostichidae. De wetenschappelijke naam van de soort is voor het eerst geldig gepubliceerd in 1869 door Pascoe.